# Троодос
Тро́одос (греч. Τρόοδος) — самая крупная горная система острова Кипр. Высочайшая точка — гора Олимбос (1952 м).
Горы Троодос находятся в западной части Кипра. Известны своими горными курортами, живописными горными деревнями и византийскими монастырями и церквями, из которых наиболее знаменит монастырь Киккос, основанный в XI веке.

## Климат
Климат горного массива Троодос, как и Кипра в целом, — средиземноморский — с сухим жарким летом и прохладной и влажной зимой. Благодаря высоте и горному рельефу в Троодосе выпадает максимальное количество осадков на Кипре, в отдельные годы их количество превышает 1000 мм в год. Снегопады происходят каждую зиму, а вокруг вершины Олимбоса снежный покров сохраняется 3-4 месяца в году. Минимальная температура, зарегистрированная в регионе в период наблюдения с 1991 по 2005 гг., составила −10,2 °C, максимальная — +35,4 °C.

## Природа
Природа гор Троодос характеризуется наличием крупных лесных массивов и богатой флорой с большим числом эндемичных растений, например — кедром кипрским. Из редких животных особенно интересен эндемичный кипрский горный баран — муфлон. В последние годы охота на него запрещена правительством. В лесной зоне гор водятся лисицы и зайцы.

## Экономика
Экономика региона базируется в основном на сельском хозяйстве (выращивании фруктов и винограда и производстве вина). В ограниченных масштабах ведётся добыча медной руды, причём эта деятельность здесь велась ещё в античности. В то время Кипр был настолько важным местом добычи меди, что даже латинское название этого металла (лат. cuprum) произошло от названия острова.

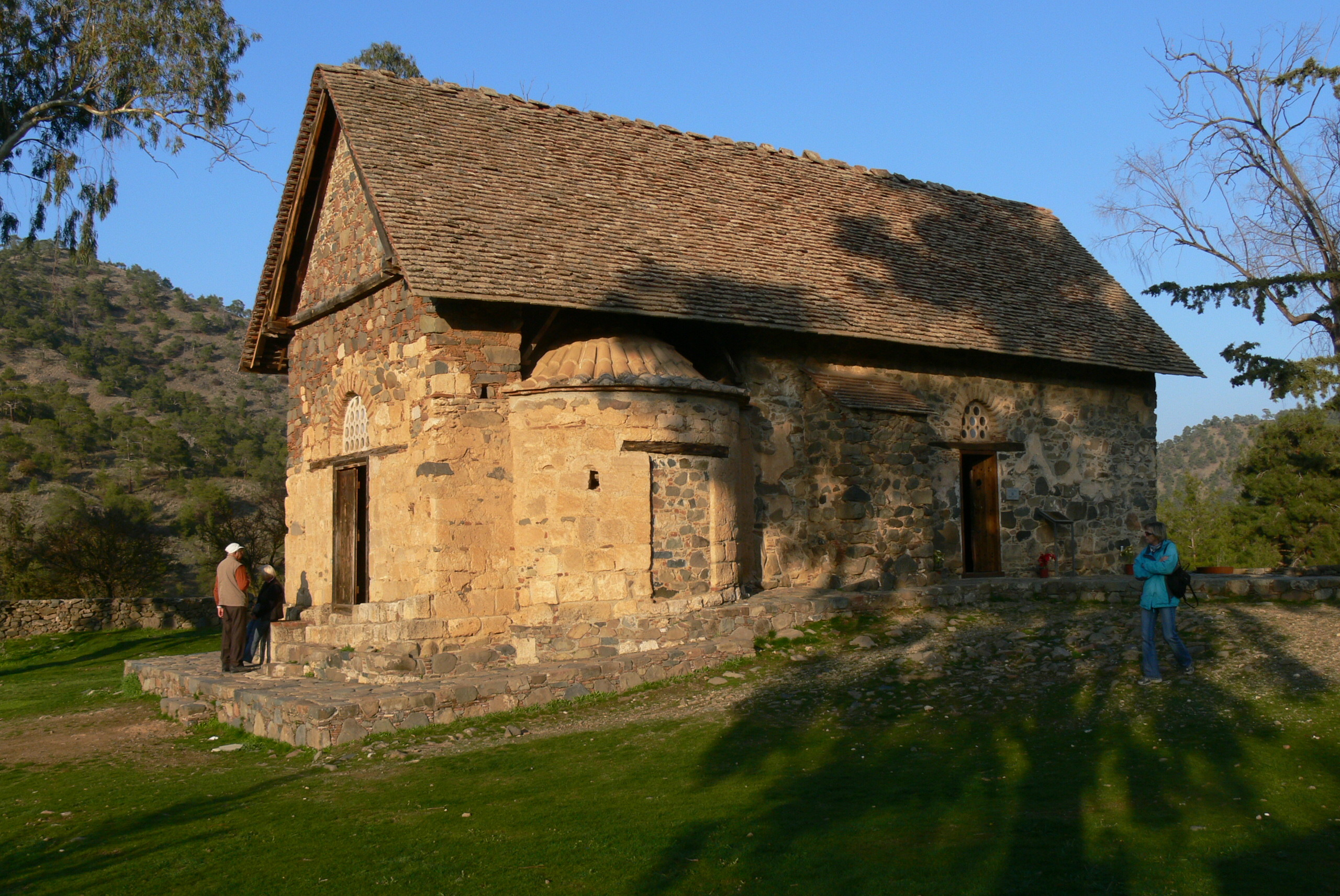
Церковь Панагии Форвиотиссы

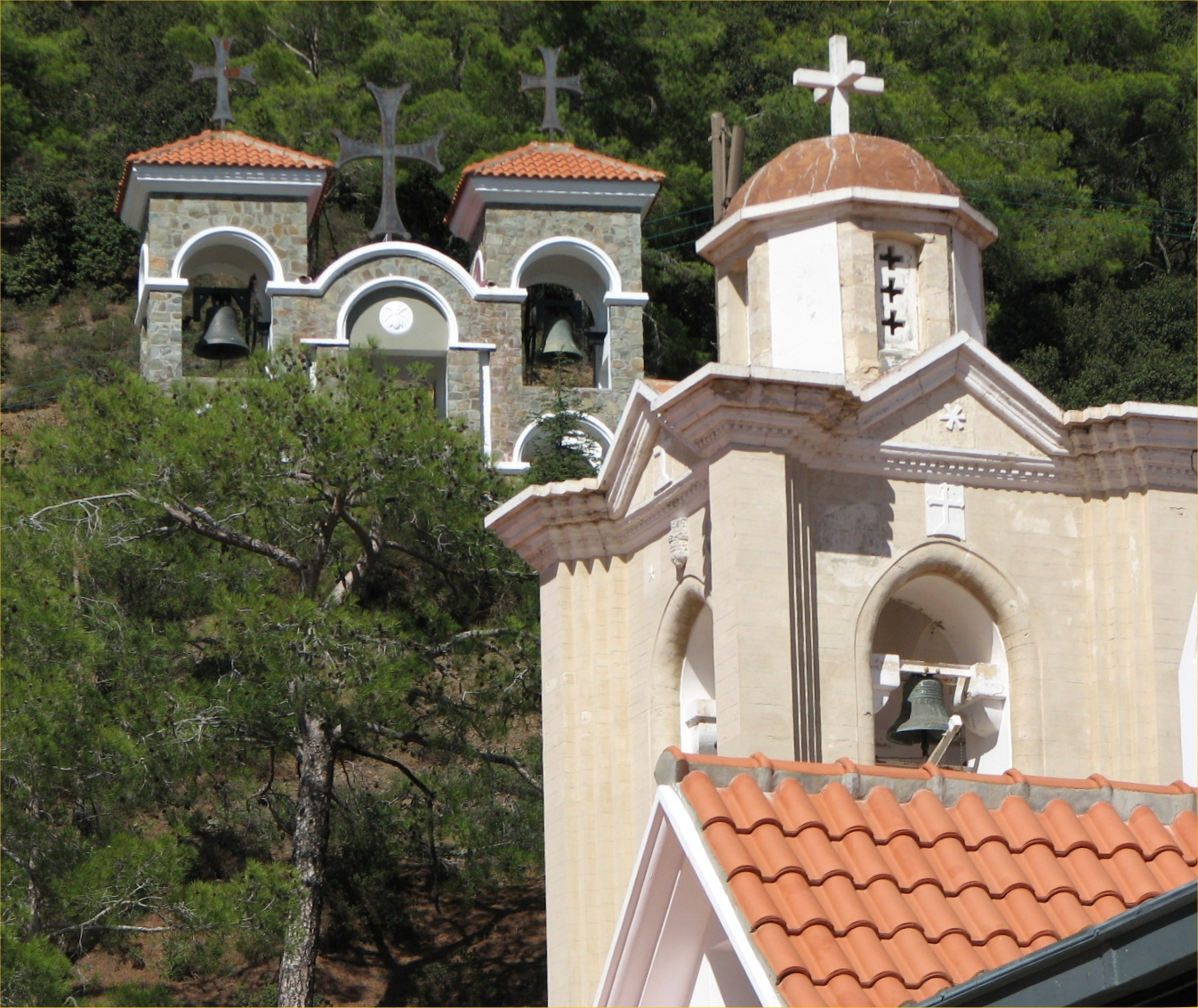
Монастырь Киккос

## Культурное наследие
Девять церквей и один монастырь внесены в список Всемирного наследия ЮНЕСКО:
- Церковь Святого Николая под Крышей в деревне Какопетрия (Εκκλησία του Αγίου Νικολάου της Στέγης στην Κακοπετριά);
- Церковь Панагии ту Арака в деревне Лагудера (Εκκλησία της Παναγίας του Άρακα στα Λαγουδερά);
- Церковь Панагии Форвиотиссы (Панагия тис Асину) в деревне Никитари (Εκκλησία της Παναγίας της Ασίνου στο Νικητάρι);
- Церковь Панагии Элеусы (Панагия тис Подифу) в деревне Галата (Εκκλησία της Παναγίας της Ποδίθου στη Γαλάτα);
- Церковь Панагии ту Мутулла в деревне Мутуллас (Εκκλησία της Παναγίας του Μουτουλλά);
- Церковь Архангела Михаила в деревне Педулас (Εκκλησία του Αρχαγγέλου Μιχαήλ στον Πεδουλά);
- Церковь Истинного Креста ту Агиасмати в деревне Платанистаса (Εκκλησία του Τιμίου Σταυρού του Αγιασμάτι στην περιοχή Πλατανιστάσας);
- Церковь Истинного Креста в деревне Пелендри (Εκκλησία του Τιμίου Σταυρού στο Πελέντρι);
- Церковь Преображения Спасителя в деревне Палайхори (Εκκλησία της Μεταμορφώσεως του Σωτήρος);
- Монастырь Святого Иоанна ту Лампадисти в селении Калопанайотис (Μονή του Αγίου Ιωάννη του Λαμπαδιστή στον Καλοπαναγιώτη).

Кроме того, монастырь Панагия ту Синти (Παναγία του Σίντη) в 1997 году получил награду Europa Nostra за успешную реставрацию и сохранение наследия.
В горах Тродос располагается один из богатейших и известнейших монастырей Кипра монастырь Киккос.

## Изображения

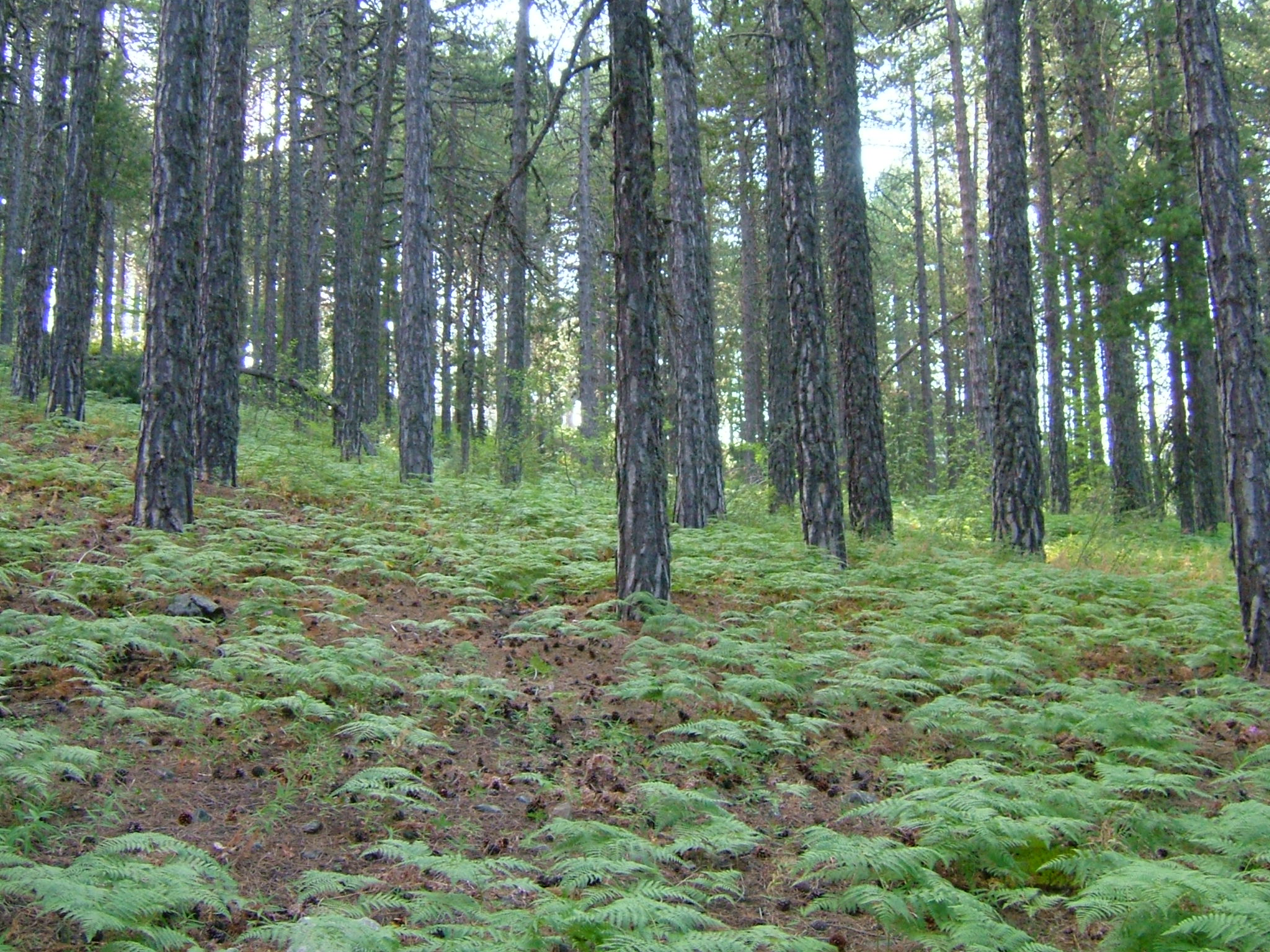
Лес из чёрной европейской сосны на склонах гор Троодос
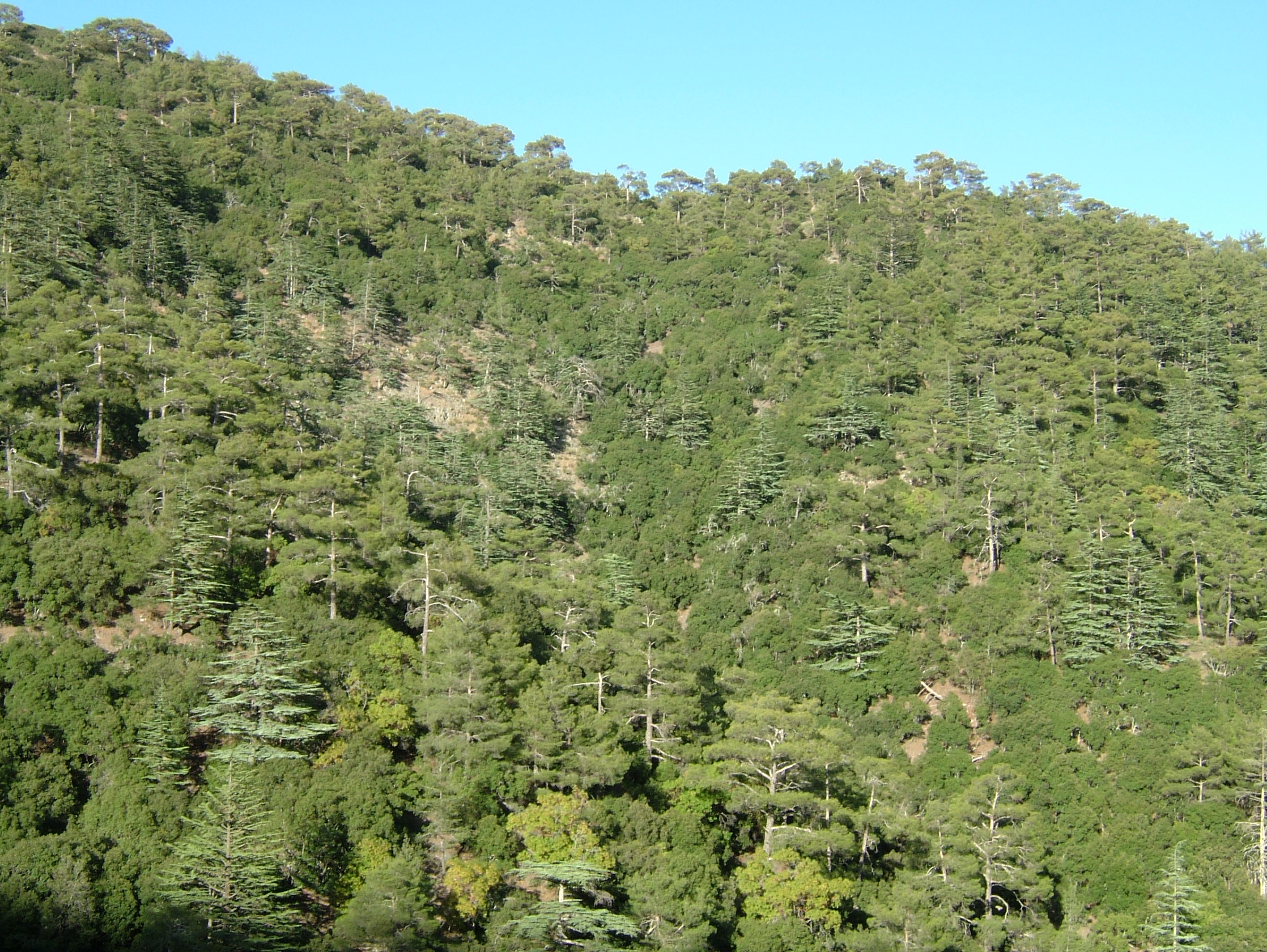
Хвойный лес на склонах Троодоса
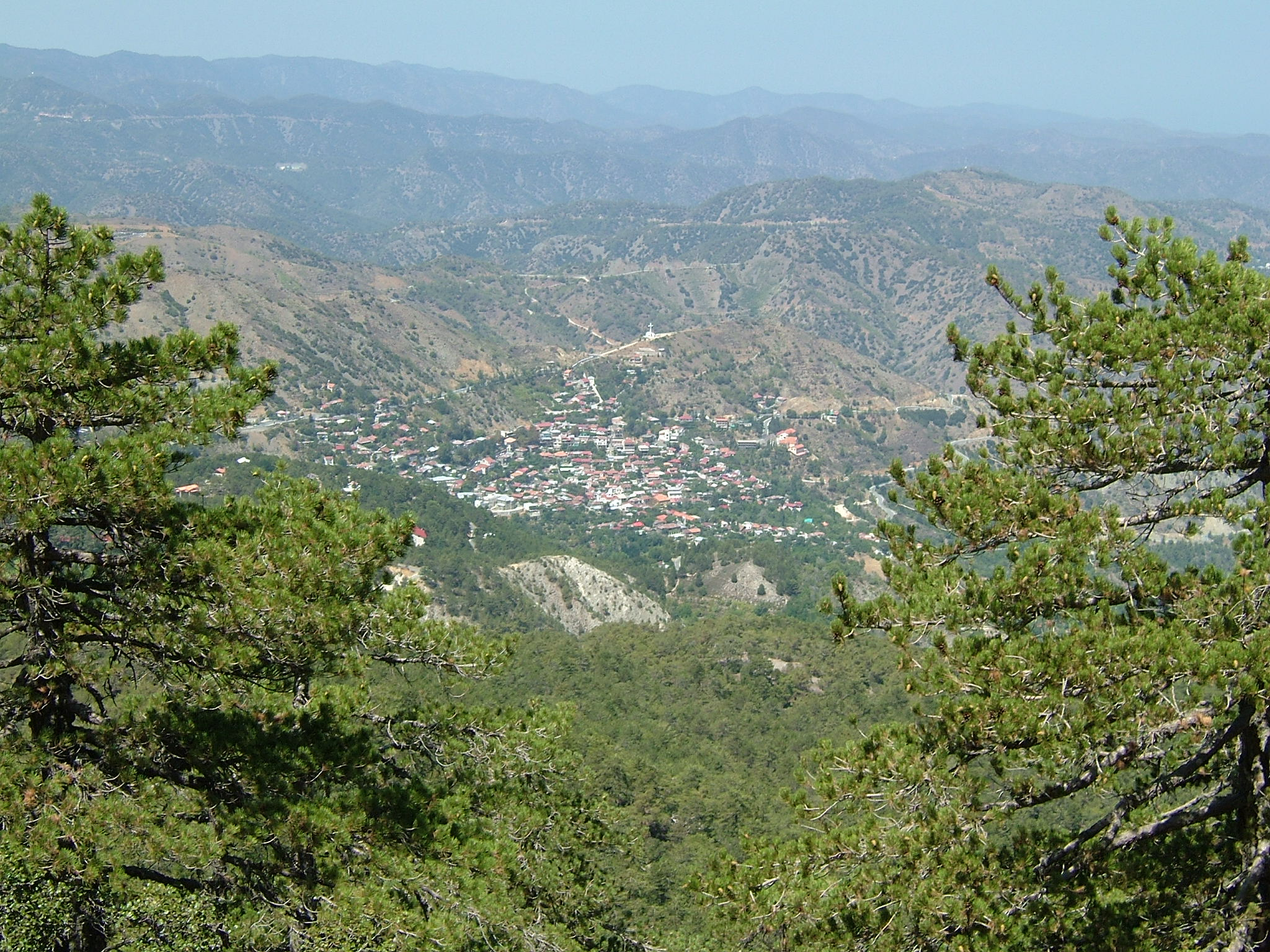
Деревня Педулаc в горах Троодос
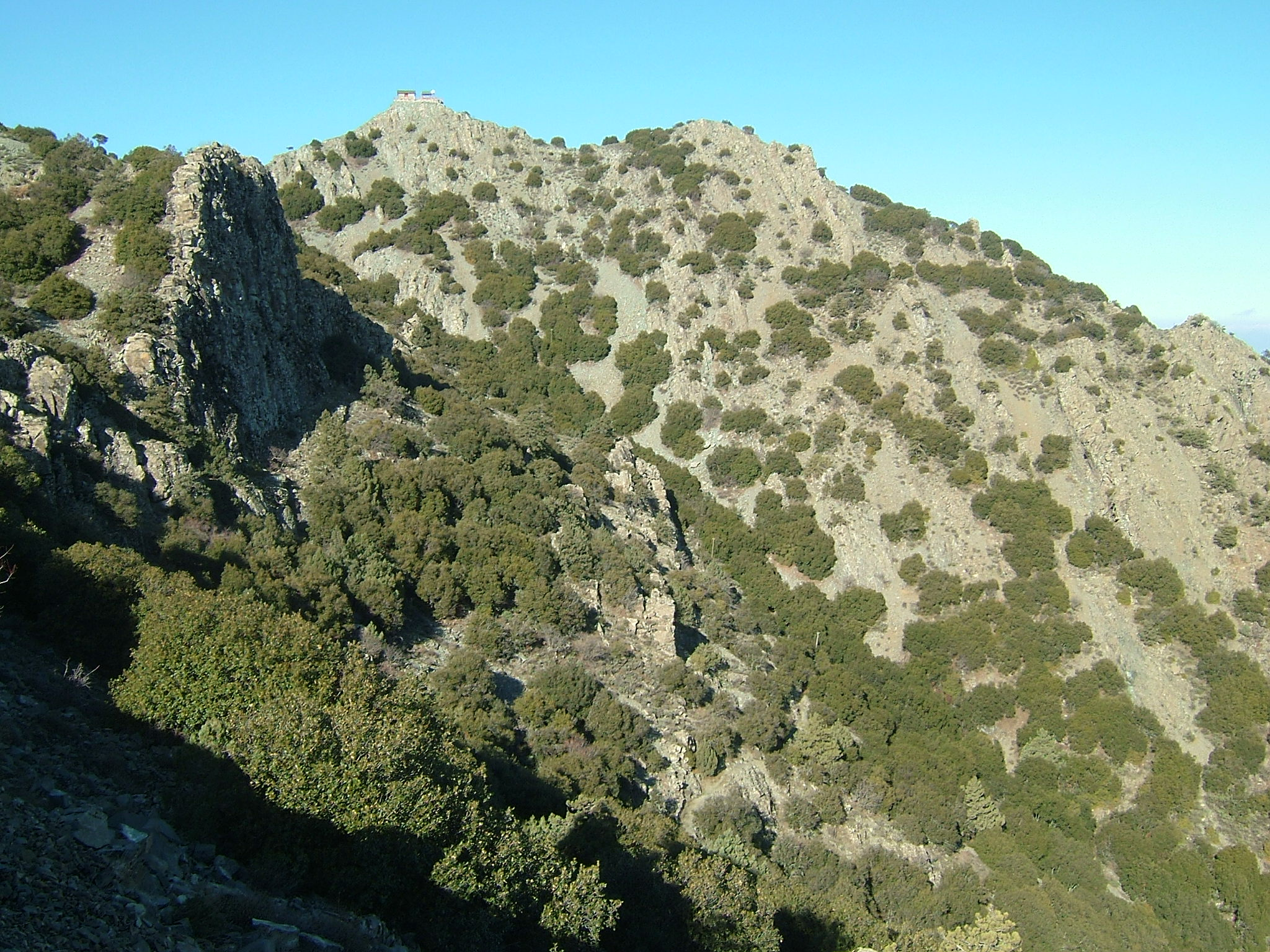
Горы Троодос летом
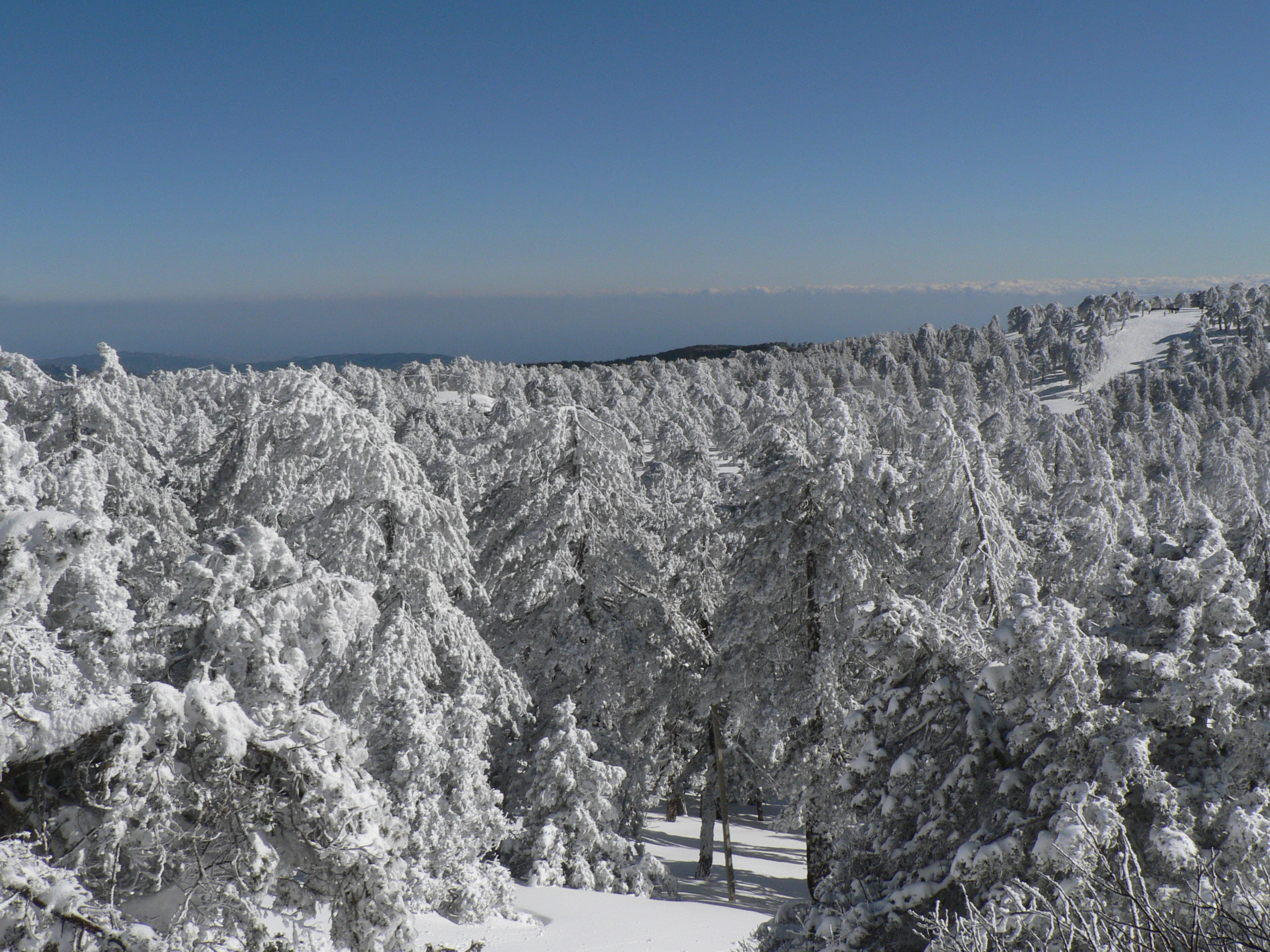
Зимний лес на склонах Троодоса